# Ельмарен
Е́льмарен (швед. Hjälmaren) — четвёртое по величине озеро в Швеции. Разделено между ленами Сёдерманланд, Эребру и Вестманланд. Длина 58 км, ширина до 18 км. Глубина по разным данным до 18 м или 22 м, площадь поверхности — 483 км². Наибольшие глубины находятся в центральной части. Высота над уровнем моря — 21 м. Из-за мелководности регулярно замерзает. Период ледостава составляет 4—5 месяцев. Ветры способствуют значительному перемешиванию воды. Расположено южнее озера Меларен, через которое посредством порожистой реки Эскильстунаон имеет сток в Балтийское море. Также соединено с рекой Арбугаон, впадающей в Меларен, 13-километровым Ельмаре-каналом. Благодаря системе каналов соединено с другими крупнейшими озёрами Швеции: Венерн, Веттерн, Меларен, составляющий общий водный внутренний путь (от Стокгольма до Гётеборга). Эти четыре водоёма находятся в южной части и составляют 22% от площади всех озёр страны. Их возникновение связано с ледниковым выпахиванием котловин озёр. Согласно источникам, в XVIII озеро было прозрачным, обладало высокой биологической продуктивностью и уловами рыбы, вода имела хорошие питьевые качества. В 1878–1887 годы уровень воды понижен на 1,3 м для уменьшения угрозы наводнений и увеличения дополнительных сельско-хозяйственных земель (проект Hjälmarsänkningen).  
Озеро расположено на границе южной тайги и подтаёжной зоны. Так как южная часть Швеции наиболее урбанизирована и здесь ведётся интенсивное сельское хозяйство, то озеро подвергалось значительному антропогенному воздействию. В районе водосбора проживает более 220 000 жителей. На западном конце озера расположен город Эребру, являющийся источником самых больших загрязнений. Принятые правительственные меры, повышение уровня очистки стоков и снижение поступления азота и фосфора с территории агропредприятий значительно улучшили экологическое состояние воды. На озере развиты туризм, рекреационный отдых, спортивное рыболовство, на побережье проводятся музыкальные фестивали. Промысловое значение имеет вылов судака, щуки, угря, окуня. В западной части расположен природный заповедник Экебю-Древе.

## В культуре
В мае 1436 года на одном из островов озера был убит Энгельбрект Энгельбректссон, вождь крупнейшего в средневековой Швеции народного восстания, регент Швеции (с 1435 года), ставший шведским национальным героем. С его именем связывают повышение национального самосознания, а само восстание привело к временному изгнанию датских войск из Швеции. Ему посвящено большое количество произведений культуры.   